# 9407 Kimuranaoto
9407 Kimuranaoto este un asteroid din centura principală de asteroizi.

## Descriere
9407 Kimuranaoto este un asteroid din centura principală de asteroizi. A fost descoperit pe 28 noiembrie 1994 la Kiyosato de Satoru Ōtomo. Asteroidul prezintă o orbită caracterizată de o semiaxă mare de 2,66 ua, o excentricitate de 0,25 și o înclinație de 5,2° în raport cu ecliptica.